# Piero Di Iorio
Piero Di Iorio (Chieti, 26 dicembre 1947 – Chieti, 9 settembre 1999) è stato un attore italiano.

## Biografia
Nel corso della sua carriera ha lavorato a teatro, al cinema ed in televisione.
Diplomato all'Accademia d'Arte drammatica, debutta in Partita a scacchi di Thomas Middleton, con la regia di Luca Ronconi; con Ronconi lavorerà in molte altre occasioni, tra cui nell'Orestea di Eschilo, presentata al Festival dei Due Mondi di Spoleto nel 1972; al festival tornerà in varie altre occasioni, tra cui nel 1992 recitando con Elisabetta Pozzi in La rivolta di Villiers-de-l'Isle-Adam di Arthur Schnitzler.
Al cinema ha recitato, tra gli altri, in Pasqualino Settebellezze di Lina Wertmüller, dove ha interpretato la parte di Francesco, in Divina creatura di Giuseppe Patroni Griffi ed in Abramo Lincoln in Illinois di Sandro Sequi, in cui è protagonista interpretando Abramo Lincoln.
In televisione ha lavorato in vari sceneggiati televisivi, tra cui nel 1985 Il processo Matteotti, regia di Gianni Casalino, con Sergio Castellitto.
Negli ultimi anni di attività si è dedicato in particolare al teatro, distinguendosi in particolare nell'interpretazione di Creonte nell'Antigone di Sofocle; così scrive di lui Giovanni Raboni: "Da ricordare innanzitutto Piero Di Iorio che è un Creonte di pacata, sottile ambiguità". Ha interpretato la parte di Agamennone nell'Ecuba di Massimo Castri
Ha lavorato inoltre con Luigi Squarzina e Walter Pagliaro.
La città di Chieti gli ha intitolato una rassegna teatrale e un busto nel foyer del teatro Marrucino.

## Filmografia
- Divina creatura, regia di Giuseppe Patroni Griffi (1975)
- Pasqualino Settebellezze, regia di Lina Wertmüller (1975)
- Abramo Lincoln in Illinois, regia di Sandro Sequi (1976)
- Alle origini della mafia, regia di Enzo Muzii (1976)
- L'ultimo spettacolo di Nora Helmer, regia di Carlo Quartucci (1980)
- Vita di Antonio Gramsci, regia di Raffaele Maiello (1981)
- Follia amore mio, regia di Gianni Bongioanni (1986)